# Aeródromo de São Filipe
O Aeródromo de São Filipe (ICAO:GVSF / IATA:SFL) localiza-se em Cabo Verde, na Ilha do Fogo, a menos de 2 km a sudeste do centro da cidade de São Filipe.

## Companhias Aéreas e Destinos
| Cia Aérea                | Destinos                 |
| ------------------------ | ------------------------ |
| Binter CV                | Praia                    |
| Cabo Verde Express       | Espargos (Sal), Santiago |
| TACV Cabo Verde Airlines | Praia                    |

## Estatìsticas
Ver a consulta original do Wikidata.
| Ano  | Passageiros | Operações | Cargas (t) |
| ---- | ----------- | --------- | ---------- |
| 2012 | 74,408      | -         | -          |
| 2013 | 62,088      | 1,756     | 54         |
| 2016 | 55,168      | 1,052     | 26         |